# Olios punctipes
Olios punctipes là một loài nhện trong họ Sparassidae.
Loài này thuộc chi Olios. Olios punctipes được Eugène Simon miêu tả năm 1884.